# Halloween en Japón
El actual día festivo de Halloween (jalo-güin) inició como una celebración celta, el Sanhain (saw-in), que marcaba el cierre de año, de temporada de cosechas y advenimiento del invierno. Esta celebración también tenía un carácter espiritual, los que lo celebraban creían que en esa fecha se habrían las puertas del inframundo y que las almas de los difuntos del año anterior podían interactuar con el mundo de los vivos también que los sacerdotes podían predecir el futuro y en base a ello sacrificaban ganado y cultivo.
El día de Sanhain fue una de las celebraciones alienadas por el cristianismo cuando este arribo a territorios celtas convirtiéndolo en all hallow eve (vísperas de todos los santos ya que el 1 de octubre era el día de los santos). Esta celebración se ha expandido a diferentes lugares del mundo, en especial Estados Unidos y Canadá en los cuales se ha convertido en una oportunidad para lucrar vendiendo dulces y mercancías. Actualmente hay otras celebraciones de otros países que en diferente medida también han asimilado el día de Halloween (por ejemplo, Japón y sus concurrencias masivas).

## Eventos japoneses de Halloween

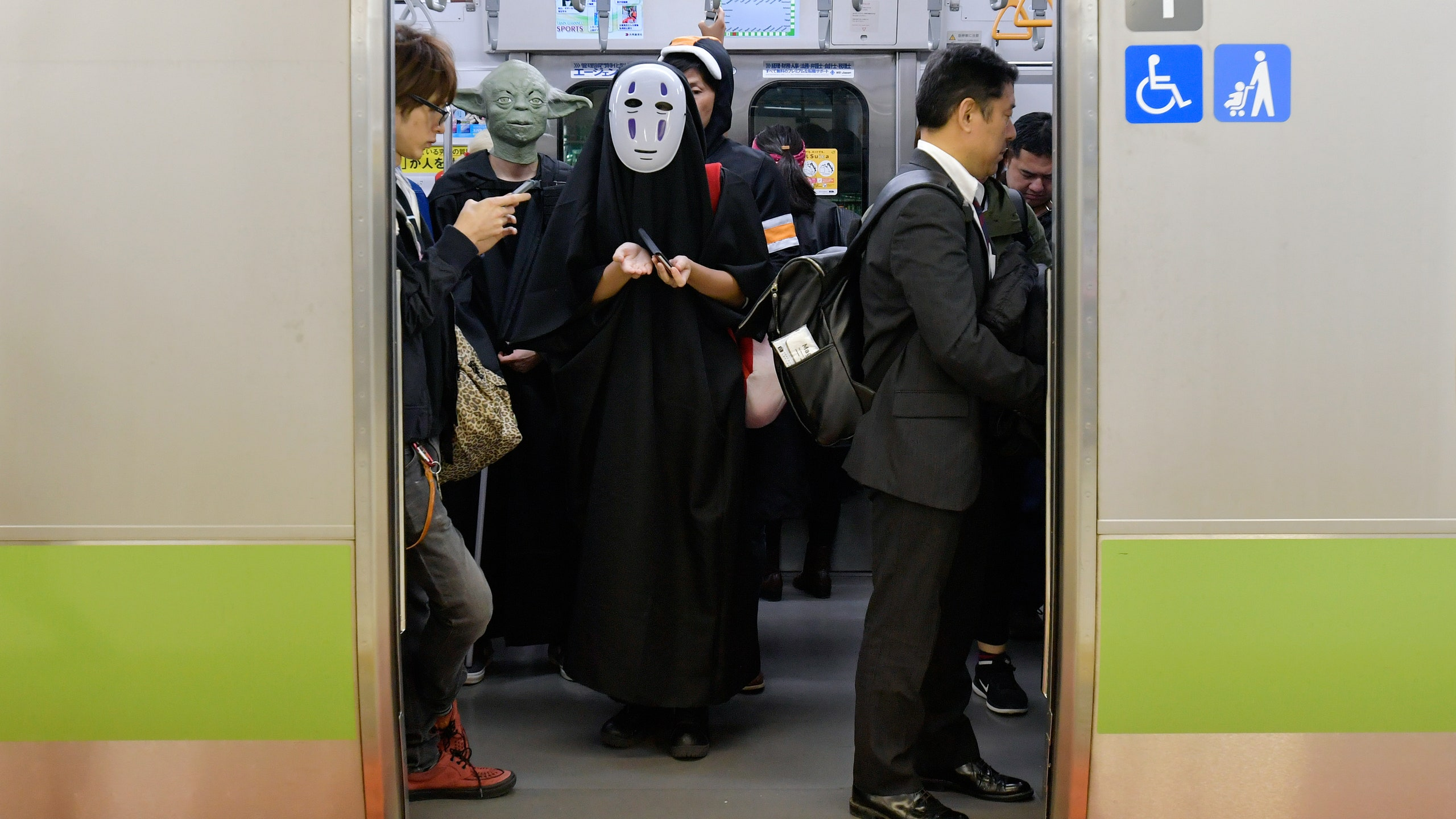
Cosplayer usando un disfraz en el tren de Halloween

A pesar de que Japón no se celebraba Halloween de manera masiva hasta hace algunos años a ganado una creciente popularidad en las últimas dos décadas. En las celebraciones actuales concurren concentraciones de adultos que, influenciados por la cultura pop americana, el cosplay y la afinidad de la cultura japonesa por los espíritus y fantasmas, generan actividades en donde convergen masivamente miles de personas.
En general el Halloween en Japón se ha adoptado varias actividades a lo largo de octubre maximizándose hacía el fin de mes. Estas son algunas:
- Shibuya scramble crossing: se trata de una gran concentración que atrae a 70000 asistentes por año siendo este el evento más popular de todo Japón e internacionalmente.
- Halloween on the subway: en Osaka es una de las actividades de Halloween. Esta actividad tenía mala fama por la falta de respeto que demostraron extranjeros en los vagones del metro pero que recibió buena aceptación cuando se buscaban participantes para eventos organizados en base al tren.[3]
- Kawasaki Halloween: se trata del desfile de disfraces más grande de todo Japón, con una participación de 100000 personas y siendo muy popular, se realiza en Kawasaki, prefectura de Kanagawa.

## Virtualidad y Halloween moderno en Japón
Junto con la gran cantidad de gente también aparecen los medios audiovisuales Aprovechando el hecho de que los japoneses ven al Halloween como una celebración occidental, un ejemplo es que en esas fechas la cadena FOX pone al aire la serie The Walking Dead.
El tren de Halloween tuvo una gran difusión por redes sociales lo cual hizo que hubiera un a concurrencia de aspirantes que sobrepaso las expectativas.
Por la presente cuarentena la prefectura de Shibuya ha incentivado la modalidad de Halloween virtual para evitar que la celebración se vuelva un foco de infección de COVID-19, lo cual disminuyó la cantidad de personas que asistieron el 2020. Muchas de las personas que faltaron al evento se grabaron con su cara maquillada desde su casa.
Los oficiales de Shibuya usaron modos de ingeniería social (negaron baños públicos y estaciones de cambio de vestuario y disminuyeron los tachos de basura) para incomodar a las personas que asistieron al evento y evitar que esta cantidad crezca.

## Pros y contras
Los eventos de crecimiento son un incentivo para consumidores, tanto locales como extranjeros que vienen para ser partícipes en algunos de los eventos e incentivan el turismo, y para los negocios de bares y locales de fiesta, así como las tiendas de disfraces y utilerías que generan grandes ganancias en esas fechas.
En cifras Se gastan 135000 millones de yenes (1290 millones de dólares en 2016) y generando un desfile de disfraces de 3000 personas solo en Roppongi, Tokio, atrayendo a otros 98000 espectadores.
Por otro lado, hay personas que opinan que el potencial de las festividades está siendo desaprovechado y se ha denotado un lado negativo por los grupos inconformes como el caos creado por los cúmulos de gente en Shibuya que resultan una molestia para los vecinos por el ruido y el desorden que generan. También hubo arrestos y denuncias de robos y manoseos en años anteriores.